# Synageles persianus
Synageles persianus is een spinnensoort in de taxonomische indeling van de springspinnen (Salticidae).
Het dier behoort tot het geslacht Synageles. De wetenschappelijke naam van de soort werd voor het eerst geldig gepubliceerd in 2004 door Dmitri Viktorovich Logunov.